# Christian Antonini
Christian Antonini (Milano, 14 ottobre 1971) è uno scrittore italiano Ha vinto il premio nazionale Il Gigante delle Langhe 2016 con il romanzo per ragazzi Fuorigioco a Berlino, i premi Libro Aperto 2023 (categoria 11-13) e il premio Lettura ad Alta Voce Teen 2023 con il libro "Il cacciatore di nubi". Il suo romanzo La musica nelle ossa è stato inserito tra le eccellenze italiane per la selezione internazionale Ibby per il 2022-2023..

## Biografia
Christian Antonini è nato a Milano nel 1971, ma dal 2007 vive a Introbio, in Valsassina, in provincia di Lecco, dove scrive e lavora.
Nel corso della sua vita ha svolto differenti lavori e professioni, tutti legati all'ambito della parola e della comunicazione. È stato recensore e traduttore di videogiochi, addetto alle pubbliche relazioni e redattore per periodici da edicola di differente tipologia. Dal 1995 al 1999 ha lavorato per Stratelibri, casa editrice di giochi di ruolo e giochi da tavolo diretta da Giovanni Ingellis, curando varie collane di giochi di ruolo e realizzando il gioco da tavolo Aracnis.
Appassionato di letteratura, film e fumetti, nel 2010 ha fondato con Vito Di Domenico la rivista digitale di narrativa Altrisogni, che ha co-curato fino al 2015.
Nel suo primo romanzo, Legame doppio (Asengard Edizioni, 2007), si è lasciato ispirare da un’altra delle sue grandi passioni, la storia, che ha unito ai temi della narrativa horror. In seguito sono stati pubblicati Detective Stories: memorie dalla città dei morti (0111 edizioni), uno urban fantasy hard boiled dove ha esplorato le tecniche dei "cacciatori di fantasmi" e degli "EVP", e E venne la bestia (Il Ciliegio), horror contemporaneo ambientato tra Milano e la Valsassina che ha per tema principale la licantropia. Nel 2014 ha pubblicato I Mastini di Muldon – Assalto alla luna ribelle (dbooks.it), romanzo di fantascienza militare, curato dallo scrittore Stefano Di Marino, che ha unito la narrativa "di guerra" alle suggestioni fantascientifiche di storie come Aliens: Scontro finale e gli scenari grimdark di Warhammer 40.000.
Nel 2016 ha fatto il suo esordio ufficiale nel mondo della narrativa per ragazzi con il romanzo Fuorigioco a Berlino (Giunti), che ha vinto il Premio Selezione Bancarellino 2017 e il Premio Nazionale Il Gigante delle Langhe (categoria Ragazzi).
È del 2019, sempre per Giunti, il romanzo Una lettera coi codini, finalista alla 20ª edizione del Premio Letteratura per ragazzi G. Arpino, classificato secondo alla 40ª edizione del Premio Letteratura Ragazzi città di Cento.
Il romanzo I ribelli di giugno, pubblicato nel 2019 da Giunti nella collana Biblioteca Junior, è ispirato alla storia vera di Aristides de Sousa Mendes, il console generale del Portogallo a Bordeaux nell'estate del 1940. Mendes fu responsabile del più grande salvataggio di esuli ebrei dal nazismo da parte di una singola persona. I ribelli di giugno è stato selezionato come finalista della XVIII edizione del premio Il Gigante delle Langhe.
Il romanzo Gli smeraldi di Sumatra viene pubblicato a inizio 2020 da Solferino Libri, nella collana "I corsari del Corriere"; è una storia d'avventura e d'azione ambientata nello Stretto di Malacca del 1937, tra pirati malesi, ricerche del tesoro e immersioni pericolose.
Nel 2020 la casa editrice Giunti ha pubblicato il suo secondo romanzo per la collana Biblioteca Junior, dal titolo Le parole nel vento, che ha ricevuto una menzione speciale come romanzo segnalato alla 41ª edizione del Premio Letteratura Ragazzi città di Cento ed è giunto finalista, poi segnalato, alla 72ª edizione del Premio Castello città di Sanguinetto.
Sempre nel 2020 pubblica per la collana Il Battello a Vapore di Piemme Edizioni il romanzo di formazione Il cacciatore di nubi, dove la storia dell'incrociatore tedesco S.M.S Emden e delle Isole Cocos si incrociano grazie a una vicenda inventata ispirata a Capitani coraggiosi. Il 10 giugno 2023 il libro vince il Premio Giuria Zenobia come miglior romanzo per la sezione 11-13 anni alla seconda edizione del Libro Aperto Festival di Baronissi (Salerno). Nel giugno 2023 il romanzo viene selezionato per la fase finale del Premio LaAV.
È dell'ottobre 2022 il romanzo La musica nelle ossa, pubblicato da Mondadori. Ambientato nell'Unione Sovietica del 1960-61, è un romanzo d'avventura in un setting scolastico, tra misteri e sentimenti. Nel libro si parla del fenomeno delle rёbra, i dischi di contrabbando che portavano in Russia la proibitissima musica occidentale.
Il suo lavoro più recente è il romanzo Arvis delle nubi, cuore di fiamma (Giunti, 2023), primo capitolo di una saga fantasy inventata in un mondo di sua creazione, costruito secondo i principi di plausibilità del worldbuilding tipico dei giochi di ruolo.
Dal 2018 uno degli scrittori associati del circolo creativo collaborativo e agenzia letteraria Book on a Tree.

## Opere

### Romanzi
- Legame doppio, Asengard, 2007
- Detective Stories: memorie dalla città dei morti, 0111, 2009
- Assalto alla luna ribelle, Milano, Dbooks.it, 2015
- E venne la bestia, il Ciliegio, 2015, ISBN 978-88-6771-210-6
- Fuorigioco a Berlino, Firenze, Giunti, 2016, ISBN 978-88-09-82805-6
- Una lettera coi codini, Firenze, Giunti, 2018, ISBN 978-88-09-86303-3
- I ribelli di giugno, Firenze, Giunti, 2019, ISBN 978-88-09-87681-1
- Gli Smeraldi di Sumatra, Milano, Solferino, 2020, ISBN 978-88-282-0332-2
- Le parole nel vento, Firenze, Giunti, 2020, ISBN 978-88-09-88810-4
- Il cacciatore di nubi, Milano, Il Battello a Vapore, 2020, ISBN 978-8856680713
- La musica nelle ossa, Milano, Mondadori, 2022, ISBN 9788804756743
- Arvis delle nubi: cuore di fiamma, Firenze, Giunti, 2023 ISBN 978-8809950900
- Il giorno in cui la guerra finì, Milano, Il Battello a Vapore, 2023, ISBN 978-88-566-8901-3
- Arvis delle nubi: i confini del cielo, Firenze, Giunti, 2023, ISBN 978-8809909014
- Il mio amico Lancillotto, Firenze, Giunti, 2024, ISBN 978-8809900127
- Come volpi in mezzo ai lupi, Milano, Il Battello a Vapore, 2024, ISBN 978-8856687378

### Racconti in antologia
- Violino Metropolitano, antologia Racconti Metropolitani, Edup, 2004
- Padre Nostro 2.0, antologia Rill - Viaggio a Mondi Incantati, 2005
- Kosmos 1, antologia 666 Passi nel Delirio, Larcher Editore, 2006
- Nailmaster 2000, antologie Orme Gialle, Tagete Edizioni, 2009
- Il contratto, antologia Stirpe Infernale, GDS Edizioni, 2012
- La notte dei figli perduti, Segretissimo SAS 53, Mondadori, maggio 2012
- Hellfire, antologia Horror Polidori Vol.1, Nero Press Edizioni, 2013
- L'abbraccio nella neve, Leggimi ancora 4, Giunti Scuola, ISBN 978-88-09-88323-9
- Il dollaro della regina, Leggimi ancora 5, Giunti Scuola, ISBN 978-88-09-88324-6
- La slitta sul radar, Racconti sotto l'albero, Gallucci Editore, ISBN 979-1222103204
- La finestra nera, Storie da paura, Gallucci Editore, ISBN 979-1222102313
- Guardami, Sette Storie Horror, Il Battello a Vapore, ISBN 978-8856696448
- Seguite la guida, Storie di Montagna, Gallucci Editore, ISBN 979-1222108018

### Racconti in riviste e giornali
- La Sguattera di Baliedo, Inchiostro N.6, 2004
- Cena di Famiglia, Cult Fiction N.09, 2004
- La Profezia Armena, Horror Mania N.11, 2005
- Double Tap, Action – rivista d’azione n.3, 2012
- La via per il cuore di un uomo passa dal cielo, Cronaca Vera n. 2119, 2013.
- Il piccolo eroe innamorato sfida il ladro di Hemingway (Il furto dei libri perduti), La Lettura delle ragazze e dei ragazzi (Corriere della sera), edizione speciale 12 maggio 2024